# Taylor Fletcher
Taylor Fletcher (ur. 11 maja 1990 w Steamboat Springs) – amerykański narciarz, specjalista kombinacji norweskiej, brązowy medalista mistrzostw świata. Startował także w skokach narciarskich.
Po sezonie 2021/22 postanowił zakończyć karierę.
Jego brat Bryan Fletcher również uprawiał kombinację norweską.

## Osiągnięcia w kombinacji

### Igrzyska Olimpijskie
| Miejsce | Dzień     | Rok  | Miejscowość | Konkurencja           | Wynik zwycięzcy | Strata      | Zwycięzca      |
| ------- | --------- | ---- | ----------- | --------------------- | --------------- | ----------- | -------------- |
| 45.     | 25 lutego | 2010 | Vancouver   | Gundersen HS140/10 km | 25:32.9 min     | +6:40.6 min | Bill Demong    |
| 33.     | 12 lutego | 2014 | Soczi       | Gundersen HS106/10 km | 23:50.2 min     | +2:32.7 min | Eric Frenzel   |
| 20.     | 18 lutego | 2014 | Soczi       | Gundersen HS140/10 km | 22:45.5 min     | +1:17.1 min | Jørgen Graabak |
| 6.      | 21 lutego | 2014 | Soczi       | Sztafeta HS140/4x5 km | 47:13.5 min     | +2:21.6 min | Norwegia       |
| 35.     | 14 lutego | 2018 | Pjongczang  | Gundersen HS109/10 km | 24:51,4 min     | +3:27,8 min | Eric Frenzel   |
| 10.     | 22 lutego | 2018 | Pjongczang  | Sztafeta HS140/4x5 km | 46:09,8 min     | +5:16,7 min | Niemcy         |
| 24.     | 9 lutego  | 2022 | Zhangjiakou | Gundersen HS106/10 km | 25:07,7 min     | +2:43,2 min | Vinzenz Geiger |
| 23.     | 15 lutego | 2022 | Zhangjiakou | Gundersen HS140/10 km | 27:13,3 min     | +2:23,4 min | Jørgen Graabak |
| 6.      | 17 lutego | 2022 | Zhangjiakou | Sztafeta HS140/4x5 km | 50:45,1 min     | +2:22,0 min | Norwegia       |

### Mistrzostwa świata
| Miejsce | Dzień     | Rok  | Miejscowość      | Konkurencja                     | Wynik zwycięzcy | Strata      | Zwycięzca           |
| ------- | --------- | ---- | ---------------- | ------------------------------- | --------------- | ----------- | ------------------- |
| 26.     | 26 lutego | 2011 | Oslo             | Gundersen HS106/10 km           | 25:19.2 min     | +2:15.1 min | Eric Frenzel        |
| 35.     | 2 marca   | 2011 | Oslo             | Gundersen HS134/10 km           | 25:31.6 min     | +3:41.2 min | Jason Lamy Chappuis |
| 25.     | 22 lutego | 2013 | Val di Fiemme    | Gundersen HS106/10 km           | 29:13.2 min     | +1:38.5 min | Jason Lamy Chappuis |
| 3.      | 24 lutego | 2013 | Val di Fiemme    | Sztafeta HS106/4x5 km           | 57:34.0 min     | +4.2 s      | Francja             |
| 17.     | 28 lutego | 2013 | Val di Fiemme    | Gundersen HS134/10 km           | 27:22.8 min     | +1:38.3 min | Eric Frenzel        |
| 6.      | 2 marca   | 2013 | Val di Fiemme    | Sprint drużynowy HS134/2x7.5 km | 35:37.9 min     | +1:24.6 min | Francja             |
| 19.     | 20 lutego | 2015 | Falun            | Gundersen HS100/10 km           | 26:38.9 min     | +1:32.5 min | Johannes Rydzek     |
| 7.      | 22 lutego | 2015 | Falun            | Sztafeta HS100/4x5 km           | 44:20.7 min     | +2:37.8 min | Niemcy              |
| 29.     | 26 lutego | 2015 | Falun            | Gundersen HS134/10 km           | 22:45.8 min     | +1:51.7 min | Bernhard Gruber     |
| 9.      | 28 lutego | 2015 | Falun            | Sprint drużynowy HS134/2x7.5 km | 38:31.6 min     | +1:59.9 min | Francja             |
| 21.     | 24 lutego | 2017 | Lahti            | Gundersen HS100/10 km           | 26:19,6 min     | +1:38,4 min | Johannes Rydzek     |
| 8.      | 26 lutego | 2017 | Lahti            | Sztafeta HS100/4x5 km           | 47:57,3 min     | +3:27,2 min | Niemcy              |
| 36.     | 1 marca   | 2017 | Lahti            | Gundersen HS130/10 km           | 26:41,6 min     | +4:55,6 min | Johannes Rydzek     |
| 9.      | 3 marca   | 2017 | Lahti            | Sprint drużynowy HS130/2x7,5 km | 28:45,8 min     | +1:48,1 min | Niemcy              |
| 35.     | 22 lutego | 2019 | Seefeld in Tirol | Gundersen HS130/10 km           | 23:43,0 min     | +4:05,5 min | Eric Frenzel        |
| 9.      | 24 lutego | 2019 | Seefeld in Tirol | Sprint drużynowy HS130/2x7,5 km | 28:29,5 min     | +2:56,8 min | Niemcy              |
| 38.     | 28 lutego | 2019 | Seefeld in Tirol | Gundersen HS109/10 km           | 25:01,3 min     | +3:28,8 min | Jarl Magnus Riiber  |
| 10.     | 2 marca   | 2019 | Seefeld in Tirol | Sztafeta HS109/4x5 km           | 50:15,5 min     | +6:49,7 min | Norwegia            |
| 30.     | 26 lutego | 2021 | Oberstdorf       | Gundersen HS106/10 km           | 23:01,2 min     | +3:14,0 min | Jarl Magnus Riiber  |
| 9.      | 28 lutego | 2021 | Oberstdorf       | Sztafeta HS106/4x5 km           | 43:57,7 min     | +5:16,1 min | Norwegia            |
| 28.     | 4 marca   | 2021 | Oberstdorf       | Gundersen HS137/10 km           | 23:11,1 min     | +4:29,6 min | Johannes Lamparter  |
| 9.      | 6 marca   | 2021 | Oberstdorf       | Sprint drużynowy HS137/2x7,5 km | 29:29,7 min     | +4:46,4 min | Austria             |

### Puchar Świata

#### Miejsca w klasyfikacji generalnej
- sezon 2008/2009: niesklasyfikowany
- sezon 2009/2010: 66.
- sezon 2010/2011: 55.
- sezon 2011/2012: 36.
- sezon 2012/2013: 16.
- sezon 2013/2014: 27.
- sezon 2014/2015: 27.
- sezon 2015/2016: 31.
- sezon 2016/2017: 49.
- sezon 2017/2018: 71.
- sezon 2018/2019: 41.
- sezon 2019/2020: 50.
- sezon 2020/2021: 39.
- sezon 2021/2022: 44.

#### Miejsca na podium chronologicznie
| Nr | Data             | Miejscowość | Konkurencja           | Wynik zwycięzcy | Pozycja | Strata | Zwycięzca    |
| -- | ---------------- | ----------- | --------------------- | --------------- | ------- | ------ | ------------ |
| 1. | 20 stycznia 2013 | Seefeld     | Gundersen HS109/10 km | 25:19.9 min     | 3.      | +2.9 s | Eric Frenzel |
| 2. | 24 stycznia 2015 | Sapporo     | Gundersen HS134/10 km | 27:14.0 min     | 3.      | +3.5 s | Eric Frenzel |

### Puchar Kontynentalny

#### Miejsca w klasyfikacji generalnej
- sezon 2005/2006: niesklasyfikowany
- sezon 2006/2007: niesklasyfikowany
- sezon 2007/2008: niesklasyfikowany
- sezon 2008/2009: 115.
- sezon 2009/2010: 29.
- sezon 2010/2011: 23.
- sezon 2011/2012: 4.
- sezon 2012/2013: nie brał udziału
- sezon 2013/2014: nie brał udziału
- sezon 2014/2015: 19.
- sezon 2015/2016: 15.
- sezon 2016/2017: nie brał udziału
- sezon 2017/2018: 17.
- sezon 2018/2019: 10.
- sezon 2019/2020: 48.
- sezon 2020/2021: 27.
- sezon 2021/2022: 23.

#### Miejsca na podium chronologicznie
| Nr  | Data             | Miejscowość       | Konkurencja              | Wynik zwycięzcy | Pozycja | Strata     | Zwycięzca        |
| --- | ---------------- | ----------------- | ------------------------ | --------------- | ------- | ---------- | ---------------- |
| 1.  | 19 grudnia 2009  | Lake Placid       | Gundersen HS100/10 km    | 36:37,4 min     | 3.      | +0,9 s     | Tomaž Druml      |
| 2.  | 12 grudnia 2010  | Park City         | Gundersen HS134/10 km    | 28:46,9 min     | 3.      | +5,5 s     | Geoffrey Lafarge |
| 3.  | 21 stycznia 2011 | Harrachov         | Gundersen HS100/10 km    | 24:25,5 min     | 2.      | +10,7 s    | Tomaž Druml      |
| 4.  | 22 stycznia 2011 | Harrachov         | Gundersen HS104/10 km    | 23:29,5 min     | 3.      | +1,6 s     | Fabian Rießle    |
| 5.  | 9 grudnia 2011   | Park City         | Gundersen HS100/10 km    | 22:23,7 min     | 2.      | +9,7 s     | Marjan Jelenko   |
| 6.  | 11 grudnia 2011  | Park City         | Gundersen HS100/10 km    | 26:25,6 min     | 1.      | -          | -                |
| 7.  | 13 grudnia 2011  | Park City         | Gundersen HS100/10 km    | 27:29,9 min     | 2.      | +0,9 s     | Mark Schlott     |
| 8.  | 28 stycznia 2012 | Klingenthal       | Gundersen HS140/10 km    | 27:22,3 min     | 3.      | +20,7 s    | Seppi Hurschler  |
| 9.  | 29 stycznia 2012 | Klingenthal       | Gundersen HS140/10 km    | 25:28,2 min     | 1.      | -          | -                |
| 10. | 14 lutego 2015   | Ramsau            | Gundersen HS98/10 km     | 23:16,5 min     | 1.      | -          | -                |
| 11. | 11 grudnia 2015  | Midway            | Gundersen HS100/10 km    | 26:15,3 min     | 3.      | +37,0 s    | David Pommer     |
| 12. | 12 grudnia 2015  | Midway            | Gundersen HS100/10 km    | 24:20,1 min     | 2.      | +0,1 s     | David Pommer     |
| 13. | 13 grudnia 2015  | Midway            | Gundersen HS100/10 km    | 23:37,3 min     | 1.      | -          | -                |
| 14. | 21 stycznia 2018 | Rena              | Gundersen HS111/10 km    | 25:55,4 min     | 3.      | +3,7 s     | Dominik Terzer   |
| 15. | 3 lutego 2018    | Planica           | Gundersen HS139/10 km    | 26:24,1 min     | 2.      | +59,4 s    | Bryan Fletcher   |
| 16. | 4 lutego 2018    | Planica           | Gundersen HS139/10 km    | 25:01,6 min     | 3.      | 1:25,0 min | Bryan Fletcher   |
| 17. | 14 grudnia 2018  | Steamboat Springs | Gundersen HS75/10 km     | 24:59,6 min     | 1.      | -          | -                |
| 18. | 15 grudnia 2018  | Steamboat Springs | Gundersen HS75/10 km     | 24:34,8 min     | 2.      | +1,3 s     | Paul Gerstgraser |
| 19. | 20 grudnia 2018  | Park City         | Gundersen HS100/10 km    | 23:21,5 min     | 1.      | -          | -                |
| 20. | 12 marca 2022    | Park City         | Start masowy HS100/10 km | 116,5 pkt       | 1.      | -          | -                |

### Letnie Grand Prix

#### Miejsca w klasyfikacji generalnej
- 2010: 29.
- 2011: 38.
- 2012: 43.
- 2013: 27.
- 2014: nie brał udziału
- 2015: 18.
- 2016: 15.
- 2017: (32.)[14]
- 2018: (44.)[15]
- 2019: nie brał udziału
- 2021: (50.)[16]

#### Miejsca na podium chronologicznie
Jak dotąd Taylor Fletcher nie stawał na podium indywidualnych zawodów LGP.

## Osiągnięcia w skokach

### Igrzyska Olimpijskie
| Miejsce | Dzień     | Rok  | Miejscowość | Skocznia              | Punkt K | HS     | Konkurs | Skok 1 | Skok 2 | Nota                 | Strata    | Zwycięzca |
| ------- | --------- | ---- | ----------- | --------------------- | ------- | ------ | ------- | ------ | ------ | -------------------- | --------- | --------- |
| 11.     | 22 lutego | 2010 | Whistler    | Whistler Olympic Park | K-125   | HS-140 | druż.   | 88,5 m | -      | 340,0 pkt (36,3 pkt) | 767,9 pkt | Austria   |